# Corbin Fisher
Corbin Fisher é um estúdio cinematográfico estadunidense com foco na pornografia gay. O estúdio possui um rancho próprio, além de administrar outros sites como o AmateurCollegeMen.com, AmateurCollegeSex.com e o ShopCorbinFisher.com. Além de filmes, a empresa também produz livros de fotografias pornográficas e, está sediada em San Diego, na Califórnia. A empresa leva o nome de seu fundador, que começou a filmar cenas pornográficas entre homens durante seu tempo livre, quando, então, criou em 2004 o site CorbinFisher.com e, no mesmo ano o AmateurCollegeMen.com. Já o site AmateurCollegeSex.com foi lançado apenas em 2006.
Em setembro de 2008, a empresa passou a oferecer benefícios, como bolsas de estudos, e planos de saúde, entre outros, para atores que assinarem contratos de exclusividade com a empresa. No mesmo mês, ela lançou seu primeiro DVD e, no ano seguinte, lançou um álbum de fotografias intitulado Playing Hard to Get.

## Prêmios
| Ano  | Prêmiação                        | Trabalho              | Categoria                                 | Resultado |
| ---- | -------------------------------- | --------------------- | ----------------------------------------- | --------- |
| 2006 | Cybersocket Awards               | Website               | Mega site gay                             | Ganhou    |
| 2006 | WeHo Adult Website Awards        | Website               | Melhor site adulto                        | Indicado  |
| 2006 | Hunky Awards                     | Website               | Melhor site amador                        | Indicado  |
| 2006 | Hunky Awards                     | Conteúdo              | Melhor site de filmes originais           | Indicado  |
| 2007 | Cybersocket Awards               | Website               | Melhor site amador de vídeo               | Indicado  |
| 2007 | Cybersocket Awards               | Conteúdo              | Melhor conteúdo original                  | Indicado  |
| 2008 | XBIZ Awards                      | Corbin Fisher         | Melhor empresa LGBT do ano                | Indicado  |
| 2009 | GayVN Awards                     | Website               | Melhor site do ano                        | Indicado  |
| 2009 | GayVN Awards                     | Website               | Melhor site amador                        | Indicado  |
| 2009 | Grabby Adult Erotic Video Awards | Website               | Melhor site pornô                         | Indicado  |
| 2010 | GayVN Awards                     | 5 Americans in Prague | Melhor filme de sexo                      | Indicado  |
| 2010 | Cybersocket Awards               | Website               | Prêmio de excelência pela livre expressão | Ganhou    |
| 2011 | XBIZ Award                       | Website               | Site gay do ano                           | Ganhou    |